# Cop Land
Cop Land (Tierra de policías en español) es una película estadounidense de 1997. Escrita y dirigida por James Mangold, la cinta es un drama policiaco protagonizado por Sylvester Stallone, Harvey Keitel, Ray Liotta y Robert De Niro.

## Argumento
En la ciudad de Garrison, en Nueva Jersey, residen varios oficiales de policía de Nueva York, liderados por el teniente Ray Donlan. Freddy Heflin, el sheriff de la ciudad, idealiza a la policía de Nueva York y alguna vez esperó convertirse en oficial. Sin embargo no puede porque es sordo de un oído, el resultado de rescatar a una mujer ahogada muchos años antes. Heflin es consciente de que la comunidad de policía de Nueva York de Garrison está involucrada en la corrupción policial, pero generalmente hace la vista gorda ya que nadie reconoce su autoridad. El investigador de Asuntos Internos, el teniente Moe Tilden, se acerca a Heflin para obtener información sobre los policías corruptos, pero Heflin se siente intimidado y reacio a traicionarlos.
Una noche, el sobrino de Donlan, el oficial Murray Babitch, cruza el Puente George Washington cuando dos adolescentes afroamericanos golpean su automóvil. El pasajero señala lo que parece un arma justo antes de que se rompa el neumático de Babitch. Creyendo que le dispararon, Babitch dispara y mata a los adolescentes en la persecución. El oficial Jack Rucker quita el seguro del volante que Babitch confundió con un arma de la escena y es atrapado tratando de colocar una pistola en el automóvil. Preocupado por las repercusiones en su propia carrera, Donlan persuade a Babitch para que simule su propio suicidio.
Liz Randone, esposa del policía corrupto Joey Randone, visita a Heflin en su casa. Fue ella a quien Heflin salvó de ahogarse años atrás. Mientras Liz y Freddy confiesan sus sentimientos, ella se va antes de que las cosas vayan demasiado lejos. Mientras tanto, Babitch vive como fugitivo en la casa de Donlan, pero Vincent Lassaro, presidente de la Asociación de Defensa de Patrulleros, le dice a Donlan que sin un cuerpo, el caso no se mantendrá frío. Donlan se da cuenta de que tienen que ahogar a Babitch. Avisado por su tía Rose, Babitch escapa y va a la casa de Heflin en busca de ayuda, pero huye cuando ve a su amigo y compañero oficial, Gary Figgis. Esa misma noche, Randone está en problemas y es atacado por un criminal. Donlan es el primer policía de respaldo en llegar a la escena, pero se demora deliberadamente en venganza ya que Randone se acostaba con su mujer y este termina cayendo a su muerte.
Al darse cuenta de que las muertes están orquestadas, Heflin visita a Tilden. Su investigación ha sido cerrada y rechaza enojado el esfuerzo de Heflin. Al salir, Heflin roba archivos de casos de los policías de Garrison y, al leerlos, se da cuenta del alcance de la corrupción de sus residentes. Heflin regresa a casa para encontrar a Figgis empacando para irse, descubriendo que fue Figgis quien incendio su propia casa por el dinero del seguro y sin darse cuenta mató a su novia drogadicta. Heflin convence a Rose para que revele el escondite de Babitch y lo pone bajo custodia. El equipo de Donlan los embosca y dispara una pistola junto al buen oído de Heflin, ensordeciéndolo, y secuestrando a Babitch.
A pie y casi totalmente sordo, Heflin los sigue a la casa de Donlan, donde Figgis se une a él, y comienza un tiroteo. Donlan, Rucker y el resto del equipo de Donlan son asesinados. Heflin y Figgis llevan a Babitch a la ciudad de Nueva York y lo entregan a Tilden. Después de que se ha investigado el escándalo y se han dictado las acusaciones, Heflin examina el horizonte de Nueva York desde el otro lado del Río Hudson y vuelve a trabajar.

## Reparto
| Actor                | Personaje                               |
| -------------------- | --------------------------------------- |
| Sylvester Stallone   | Sheriff Freddy Heflin                   |
| Harvey Keitel        | Teniente Ray Donlan                     |
| Ray Liotta           | Oficial Gary 'Figgsy' Figgis            |
| Robert De Niro       | Teniente Moe Tilden                     |
| Peter Berg           | Oficial Joey Randone                    |
| Janeane Garofalo     | Cadete Cindy Betts                      |
| Robert Patrick       | Oficial Jack Rucker                     |
| Michael Rapaport     | Oficial Murray 'Superboy' Babitch       |
| Annabella Sciorra    | Liz Randone                             |
| Noah Emmerich        | Cadete Bill Geisler                     |
| Cathy Moriarty       | Rose Donlan                             |
| John Spencer         | Det. Leo Crasky                         |
| Frank Vincent        | Vincent Lassaro                         |
| Malik Yoba           | Det. Carson                             |
| Arthur J. Nascarella | Det. Frank LaGunda                      |
| Edie Falco           | Berta                                   |
| Victor Williams      | Russell                                 |
| Paul Calderon        | Hector el Médico                        |
| Nick Nolte           | Detective Policía de NY (Desacreditado) |
| Method Man           | Shondel                                 |

## Producción
John Travolta, Tom Hanks y Tom Cruise fueron considerados para el papel del Sheriff Freddy Heflin. Finalmente Ray Liotta fue considerado para el papel del Sheriff Freddy Heflin, mientras que Sylvester Stallone para el papel de Gary "Figgsy" Figgis, pero al final el papel lo tuvo Sylvester Stallone. Cabe también destacar que los actores principales elegidos para el film (con la excepción de Robert Patrick), y la mayoría de los personajes secundarios, nacieron o fueron criados en Nueva York o en el área metropolitana de Nueva York.
Para interpretar el personaje Sylvester Stallone se comprometió tanto con él que aumentó 20 kilos para dar realismo a su interpretación. También recibió un salario bastante mínimo comparado con sus anteriores trabajos, ya que recibió solamente $60,000. Debido al bajo presupuesto de la película. También cabe destacar que todos los actores trabajaron a escala de salario según la recaudación en la taquilla.
La escena de los sándwiches en la oficina de Moe Tilden (De Niro), fue en el primer día de filmación de Stallone. Los sándwiches, que eran para el almuerzo de los actores, fueron improvisados a la escena por De Niro. También cabe destacar que Stallone llevó siempre durante el rodaje un tapón en su oído izquierdo para acostumbrarse a la sordera de su personaje.
Stallone ganó el peso necesario para el papel, a base de una dieta constante de panqueques gigantes servidos en una casa de panqueques locales en Nueva Jersey.
De Niro y Keitel habían trabajado juntos en tres películas anteriores: Mean Streets en 1973, Taxi Driver en 1976 y Enamorarse en 1984.

## Recepción
La cinta tuvo su estreno mundial en el Teatro Ziegfeld en Nueva York el 6 de agosto de 1997. Algunos de los miembros del elenco de la película asistieron, incluyendo Sylvester Stallone, Harvey Keitel, Ray Liotta, Annabella Sciorra, Cathy Moriarty y Michael Rapaport.
La interpretación de Stallone (aumentó de peso para el papel), fue bien recibida por la crítica ya que es totalmente contraria al estereotipo de "estrella de acción" que se había creado a lo largo de su carrera con cintas como Rambo o El demoledor. Stallone no obtuvo la nominación a los premios Óscar, pero su actuación fue considerada como la mejor que había realizado desde Rocky (1976). El Festival Internacional de Cine de Estocolmo le otorgó el premio al Mejor Actor.
Cop Land también se proyectó en la 54 edición del Festival de Cine de Venecia. La película fue invitada a la competencia principal del Festival de Cine de Cannes, pero Miramax declinó la invitación debido a las regrabaciones que se necesitaban para la película, incluyendo imágenes de Stallone con 20 kilos más de peso.
Cabe también destacar que muchos de los actores posteriormente aparecieron en la serie de televisión Los Soprano que también se establece en Nueva Jersey, incluyendo Annabella Sciorra, Edie Falco, Frank Vincent, Robert Patrick, Frank Pellegrino, John Ventimiglia, Arthur J. Nascarella, Bruce Altman, Janeane Garofalo, Paul Herman y Tony Sirico.